# Eulasia genei
Eulasia genei är en skalbaggsart som beskrevs av Truqui 1848. Eulasia genei ingår i släktet Eulasia och familjen Glaphyridae. Inga underarter finns listade i Catalogue of Life.